# Українсько-бісауські відносини
Українсько-бісауські відносини — відносини між Україною та Республікою Гвінея-Бісау.
Гвінея-Бісау визнала незалежність України 13 січня 2003 року. Країни встановили дипломатичні відносини 12 лютого 2009 року.
Інтереси громадян України в Республіці Камерун захищає Посольство України в Сенегалі.

## Історія
У жовтні 2022 Україну відвідав Президент Гвінеї-Бісау та чинний голова Економічного співтовариства країн Західної Африки Умаро Ембало, він зустрівся із Президентом України Володимиром Зеленським. Це стало першою в історії відносин зустріччю лідерів цих країн.
Делегація Гвінеї-Бісау не брала участі у голосуванні резолюції «Територіальна цілісність України» у березні 2014 р.
Делегація Гвінеї-Бісау утрималась при прийнятті резолюцій «Ситуація з правами людини в Автономній Республіці Крим та м. Севастополь (Україна)» у грудні 2016 р. та у грудні 2017 р. (не брала участі у голосуванні зазначеної резолюції у грудні 2018 р. та у грудні 2019 р.), у грудні 2020 р. та у грудні 2021 р.; не брала участі при голосуванні резолюції «Проблема мілітаризації АР Крим та м. Севастополь (Україна), а також районів Чорного та Азовського морів» у грудні 2018 р. та у грудні 2019 р. (у грудні 2020 р. – утрималась). У грудні 2021 р. делегація Гвінеї-Бісау уперше підтримала зазначену Резолюцію.
Делегація Гвінеї-Бісау не брала участі у голосуванні за Резолюцію ГА ООН «Агресія проти України» 02 березня 2022 р. та утрималась при голосування за Резолюцію ГА ООН «Гуманітарні наслідки агресії проти України» 24 березня 2022 р.
Делегація Гвінеї-Бісау утрималась при голосуванні Резолюції ГА ООН про призупинення членства Росії у РПЛ ООН 07 квітня 2022 р.